# 烏克梅爾蓋
烏克梅爾蓋是立陶宛的城市，位於首都維爾紐斯西北78公里的什文托伊河畔，由維爾紐斯縣負責管轄，海拔高度64米，面積20.45平方公里，2011年人口26,000。

## 外部連結
- The official page of the Municipality of the Ukmerge Region （页面存档备份，存于）
- The original coat of arms from 1792 （页面存档备份，存于）
- History of Ukmergė
- Nuclear missile sites near Ukmergė （页面存档备份，存于）